# Jan Gebauer
Jan Gebauer (født 8. oktober 1838, død 25. maj 1907) var en tjekkisk sprogforsker. 
Gebauer var fra 1873 til sin død lærer i slavisk filologi ved Universitetet i Prag og i største delen af denne periode tillige udgiver af tidsskriftet Listy filologické. I 1886—1888 greb han ind i og afsluttede i det væsentlige den gamle strid om de i begyndelsen af 19. århundrede "fundne" oldtjekkiske digte (Königinhofer- og Grunberger-håndskrifterne, i virkeligheden falsknerier). 
Hans hovedværker er en meget udførlig historisk tjekkisk grammatik og en oldtjekkisk ordbog (begge ufuldendte). Af grammatikken ("Historickå mluvnice jacyka ceského") udkom 1894—1898 lydlæren og bøjningslæren (i alt 1.850 sider), men den påtænkte orddannelseslære og syntaks nåede han ikke at udarbejde. Ordbogen ("Slovnik starocesky") begyndte at udkomme 1901 og var ved hans død nået et stykke ind i bogstavet N (udgivelsen fortsattes af Emil Smetånka).
Han har desuden skrevet forskellige grammatiske hjælpemidler til skolebrug.